# Tmarus natalensis
Tmarus natalensis là một loài nhện trong họ Thomisidae.
Loài này thuộc chi Tmarus. Tmarus natalensis được Roger de Lessert miêu tả năm 1925.